# Liste der Kellergassen in Atzenbrugg
Die Liste der Kellergassen in Atzenbrugg führt die Kellergassen in der niederösterreichischen Gemeinde Atzenbrugg an.
| Foto |                 | Kellergasse               | Standort                  | Beschreibung |
| ---- | --------------- | ------------------------- | ------------------------- | --- |
| BW   | Datei hochladen | Obere Perschlingstraße    | KG: Ebersdorf Standort    | Die Kellergasse ist eine beidseitige Einzelkellergasse in Grabenlage. Sie besteht aus 11 Gebäuden und hat eine Länge von 200 Metern. Die älteste Datierung geht auf das Jahr 1937 zurück. 200 Meter nordöstlich davon, außerhalb der Ortschaft, sind an einer Geländekante oberhalb des Bodenfelds noch zwei oder drei Keller. |
| BW   | Datei hochladen | Haltergasse (Halterweg)   | KG: Hütteldorf Standort   | Die Kellergasse ist eine beidseitige Einzelkellergasse in Hohlweglage. Sie besteht aus 20 Gebäuden und hat eine Länge von 400 Metern. |
| ja   | Datei hochladen | Kellergasse Moosbierbaum  | KG: Moosbierbaum Standort | Die Kellergasse ist ein beidseitiges Kellergassensystem in Grabenlage. Sie besteht aus 47 Gebäuden und hat eine Länge von 300 Metern. Die älteste Datierung geht auf das Jahr 1912 zurück. |
| BW   | Datei hochladen | Kellerweg Tautendorf      | KG: Tautendorf Standort   | Ein paar Keller befinden sich einseitig in einem breiten Graben; ursprünglich am nördlichen Ortsrand, heute umgeben von Einfamilienhäusern. |
| BW   | Datei hochladen | Erdpress                  | KG: Trasdorf Standort     | Ein paar Keller befinden sich in einer Mulde am südwestlichen Ortsrand. |
| BW   | Datei hochladen | „Hintaus“ (Im Graben)     | KG: Trasdorf Standort     | Die Kellergasse ist eine beidseitige Einzelkellergasse in Hohlweglage und an einer Geländekante. Sie besteht aus 37 Gebäuden und hat eine Länge von 300 Metern. |
| BW   | Datei hochladen | Kellergasse (Bindergasse) | KG: Trasdorf Standort     | Die Kellergasse ist eine beidseitige Einzelkellergasse in Grabenlage. Sie besteht aus 18 Gebäuden und hat eine Länge von 100 Metern. |
| ja   | Datei hochladen | Steingraben               | KG: Trasdorf Standort     | Die Kellergasse ist eine beidseitige Einzelkellergasse in Grabenlage. Sie besteht aus 23 Gebäuden und hat eine Länge von 150 Metern. |
| ja   | Datei hochladen | im Tal                    | KG: Trasdorf Standort     | Die Kellergasse ist eine einseitige Einzelkellergasse in Grabenlage. Sie besteht aus 49 Gebäuden und hat eine Länge von 300 Metern. |
| BW   | Datei hochladen | Ortsstraße Weinzierl      | KG: Weinzierl Standort    | Die Kellergasse ist eine einseitige Einzelkellergasse an einer Geländekante. Sie besteht aus 52 Gebäuden und hat eine Länge von 750 Metern. Die älteste Datierung geht auf das Jahr 1848 zurück. |
| BW   | Datei hochladen | In der Aue                | KG: Weinzierl Standort    | Die beidseitige Kellergasse mit 50 Metern Länge liegt in einem Hohlweg. |
| BW   | Datei hochladen | Puhrweggraben             | KG: Weinzierl Standort    | Die einseitige Kellergasse mit 120 Metern Länge liegt in einem Hohlweg. |

| Foto:                    | Fotografie der Kellergasse (Gesamtheit). Klicken des Fotos erzeugt eine vergrößerte Ansicht. Daneben finden sich zwei Symbole: \| Weitere Bilder vorhanden \| Das Symbol bedeutet, dass weitere Fotos des Objekts verfügbar sind. Durch Klicken des Symbols werden sie angezeigt. \| \| Eigenes Foto hochladen \| Durch Klicken des Symbols können weitere Fotos des Objekts in das Medienarchiv Wikimedia Commons hochgeladen werden. \| |
| Name:                    | Bezeichnung der Kellergasse |
| Standort:                | Es ist die Katastralgemeinde (KG) angegeben. Durch Aufruf des Links Standort wird die Lage der Kellergasse in verschiedenen Kartenprojekten angezeigt. |
| Beschreibung             | Kurze Beschreibung der Kellergasse |
| Weitere Bilder vorhanden | Das Symbol bedeutet, dass weitere Fotos des Objekts verfügbar sind. Durch Klicken des Symbols werden sie angezeigt. |
| Eigenes Foto hochladen   | Durch Klicken des Symbols können weitere Fotos des Objekts in das Medienarchiv Wikimedia Commons hochgeladen werden. |